# Vilho Siivola

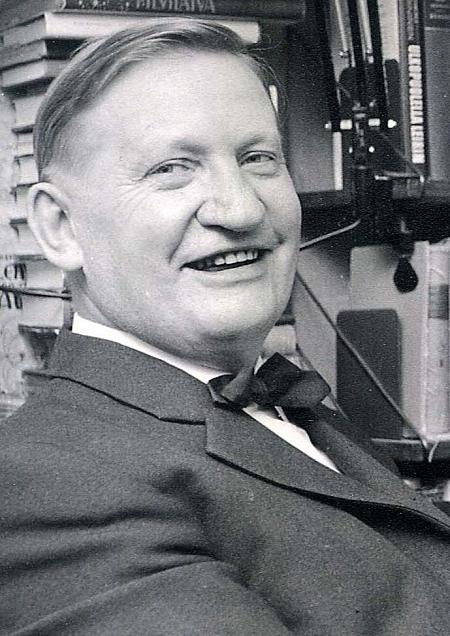
Vilho Siivola.

Vilho Eemeli Siivola, född 10 april 1910 i Valkeakoski, död 28 november 1984 i Helsingfors, var en finländsk skådespelare och regissör.
Siivola började sin bana 1924 på arbetarteatern i Valkeakoski, engagerades 1932 vid Helsingin kansanteatteri, vars ensemble han tillhörde i flera repriser, och hade under perioden 1932–1943 fasta engagemang även i Viborg och Tammerfors; var 1940–1941 och 1943–1977 anställd vid Finlands nationalteater i Helsingfors. Han var en intelligent karaktärsskådespelare, känd för sina skarpt skurna och med saftig humor tolkade roller. Han framträdde tidigt med stor framgång i Aleksis Kivis Sockenskomakarna; vid Finlands nationalteaters 75-årsjubileum 1948 gjorde han en genuin och fantasifull Esko, och vid sitt eget 35-årsjubileum hade han hand om hela regin i denna pjäs. Han tog initiativet till Kivispelen i Nurmijärvi, ett av landets förnämsta amatörteaterevenemang, där han även framträdde som regissör i två decennier. 
Bland Siivolas roller märks bydomaren i Heinrich von Kleists Den sönderslagna krukan och borgmästaren i Nikolaj Gogols Revisorn; av hans Tjechovroller kan nämnas Lopachin i Körsbärsträdgården och Andrej i Tre systrar. Han gästspelade som regissör vid Finlands nationalopera, i USA och Kanada, samt verkade som teaterpedagog. Han utgav 1975 memoarverket Myllykylästä maailmalle. Han tilldelades Pro Finlandia-medaljen 1960 och teaterråds titel 1974.